# Enric Miró i Martí
Enric Miró i Martí   (Puigverd de Lleida, 22 de març de 1904 - valor desconegut) fou un jugador de billar català de la dècada de 1930.

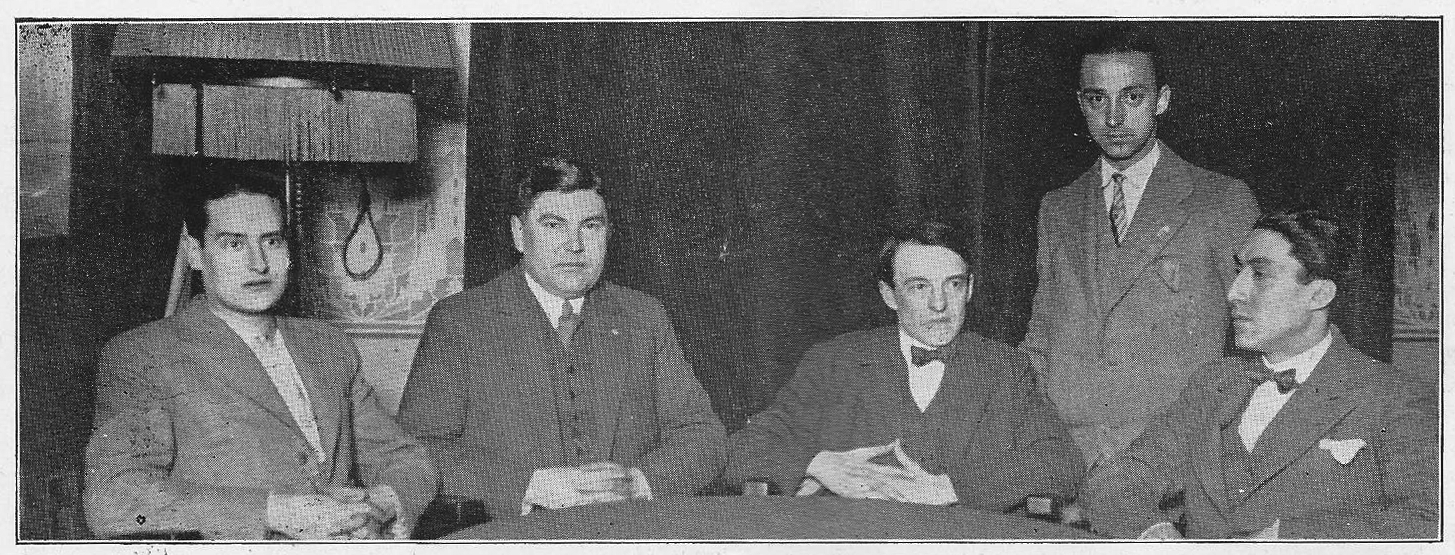
Armand Martínez Sagi (dempeus) al Mundial de tres bandes de 1930 a Amsterdam, juntament amb Enric Miró, Arnoud Sengers, Otto Unshelm i Edmond Soussa (des de l'esquerra).

De jove es traslladà al barri de Gràcia de Barcelona, on començà a practicar el billar a l'edat de 15 anys. Va pertànyer al Club Billar Barcelona, del qual en fou president honorífic. L'any 1930 es proclamà campió d'Espanya. L'any 1931 es proclamà campió del món de billar a tres bandes en superar l'egipci Edmond Soussa en el campionat disputat a Barcelona. Després de la guerra civil emigrà a l'Argentina, adoptant la nacionalitat argentina, amb la qual es proclamà campió sud-americà de billar a tres bandes els anys 1954 i 1956.